# مستقبل ريتينويد
مستقبلات الريتينويد (بالإنجليزية: Retinoid receptors)‏ هي مستقبلات نووية (صنف من البروتينات) ترتبط بالريتينويدات.
عندما ترتبط هذه المستقبلات بالريتينويدات فإنها تقوم بدور عوامل نسخ لتغير تعبير المورثات بشكل متعلق بعناصر الاستجابة. قد عكس الانحدار الواضح في مستويات مستقبلات الريتينويد المرتبط بالعمر في الدماغ الأمامي لجرذان بواسطة مكملات تحتوي حمض دهني أوميغا-3 وحمض الإيكوسابنتانويك وحمض الدوكوساهيكسينويك التي يمكنها استعادة تخلق النسيج العصبي.

## الأنواع
أنواع مستقبلات الريتينويد هي:
- مستقبلات حمض الريتينويك (RARs)
- مستقبلات ريتينويد أكس (RXRs)
- المستقبلات اليتيمة المتعلقة بمستقبلات حمض الريتينويك (RORs)